# Jacques Solé
Pour les articles homonymes, voir Solé.
Jacques Solé, né le 26 décembre 1932 dans le 6e arrondissement de Lyon et mort le 9 mai 2016 à Grenoble,, est un universitaire et historien français, spécialiste de la Révolution française et de l'époque moderne. Il a traité des sujets divers allant de l'étude de la pensée chrétienne de la Renaissance, aux Lumières, à la société d'Ancien Régime, à l'historiographie, à la Révolution française et aux apports idéologique et politique.

## Biographie

### Carrière universitaire
Jacques Solé est un professeur émérite d’histoire moderne à la faculté des sciences sociales de l'université Grenoble-Alpes.
Diplômé d'histoire, il est longtemps professeur d'histoire moderne à l'université de Grenoble. Après une interruption de dix ans (1975 à 1985), il dirige le département d'histoire et archéologie à l'université de Ouagadougou, à Ouagadougou, la capitale du Burkina Faso (en 1979).

## Publications
- Bayle polémiste : extraits du “Dictionnaire historique et critique”, Paris, Robert Laffont, 1972.
- Les Mythes chrétiens : de la Renaissance aux Lumières, Paris, Albin Michel, 1979[9].
- L’Amour en Occident à l’époque moderne, Bruxelles, Complexe, 1984[10].
- L’Âge d’or de la prostitution : de 1870 à nos jours, Paris, Plon, 1993[11].
- Les origines intellectuelles de la Révocation de l’Édit de Nantes, Saint-Étienne, Publications de l’Université de Saint-Étienne, 1997 (issu de sa thèse d’Etat sur Le débat entre protestants et catholiques français de 1598 à 1685, Lille, 1985)[12].
- Être femme en 1500 : la vie quotidienne dans le diocèse de Troyes, Paris, Perrin, 2000[13],[14].
- Les Révolutions de la fin du XVIIIe siècle aux Amériques et en Europe, 1773-1804, Paris, Editions du Seuil, 2005.
- Révolutions et révolutionnaires en Europe : 1789-1918 Paris, Gallimard, 2008[15],[6].
- De Luther à Taine : essais d’histoire culturelle, Grenoble, PUG, 2011.
- Dictionnaire des biographies, Paris, Armand Colin 1993.
- La Révolution en questions, Points, (1988)
- Les Révolutions de la fin du XVIIIe siècle aux Amériques et en Europe (1773-1804), Points, 2005.